# Mesita
Mesita ist ein Dorf im Nordwesten des US-Bundesstaates New Mexico im Cibola County in der Laguna-Indianerreservation. Das U.S. Census Bureau hat bei der Volkszählung 2020 eine Einwohnerzahl von 793 ermittelt. Es hat eine Fläche von 27,8 km². Die Bevölkerungsdichte liegt bei 29 Einwohnern je km². Die Koordinaten sind 35°0'22" North, 107°19'0" West. Mesita wird von der Interstate 40 tangiert. Nächste Gemeinde ist Laguna.